# 天星镇 (旺苍县)
天星镇，原为天星乡，是中华人民共和国四川省广元市旺苍县下辖的一个乡镇级行政单位。2020年5月，撤销天星乡、福庆乡，设立天星镇，以原天星乡和原福庆乡双河村、新农村、光辉村、红光村、农经村所属行政区域为天星镇的行政区域。

## 行政区划
天星镇下辖以下地区：
红岩村、黄松村、大山村、木瓜村、云峰村、板桥村、洪水村和青峰村。